# بونگیشونجو
بونگیشونجا (انگلیسی: Bungeishunjū) شرکت انتشارات ژاپنی است، که در سال ۱۹۲۳ تأسیس شد.